# Kojrany (rejon wileński)
Kojrany (lit. Kairėnai) – wieś na Litwie, w okręgu wileńskim, w rejonie wileńskim, w gminie Mickuny.

## Historia
Pierwsza wzmianka o Kojranach pochodzi z przywileju króla Polski Zygmunta I Starego z 4 września 1545. W Rzeczypospolitej Obojga Narodów leżały w województwie wileńskim, w powiecie wileńskim. Odpadły od Polski w wyniku III rozbioru.
W XIX i w początkach XX w. położone były w Rosji, w guberni wileńskiej, w powiecie wileńskim. Po utworzeniu wołości w 1861, przez kilka lat siedziba gminy Kojrany, następnie, po przeniesieniu zarządu gminnego do Mickunów, należały do gminy Mickuny. Po I wojnie światowej pod administracją polską, w Zarządzie Cywilnym Ziem Wschodnich. W latach 1920–1922 w składzie Litwy Środkowej.
Od 11 kwietnia 1922 leżały w Polsce, w województwie wileńskim, w powiecie wileńsko-trockim, w gminie Mickuny. W 1931 miejscowość liczyła 209 mieszkańców, zamieszkałych w 34 budynkach.
Po II wojnie światowej w granicach Związku Sowieckiego. Od 1991 na niepodległej Litwie.

## Majątek Kojrany
W pobliżu wsi istniały także majątek i folwark Kojrany, obecnie leżące w granicach Wilna.